# 314P/Montani
La comète Montani, officiellement 314P/Montani, est une comète périodique du système solaire, découverte le 9 avril 1997 par l'astronome américain Joseph L. Montani.